# Bermuda ai Giochi della XXI Olimpiade
Bermuda partecipò ai Giochi della XXI Olimpiade che si sono svolti a Montréal dal 17 luglio al 1º agosto 1976, con una delegazione di 16 atleti impegnati in tre discipline. Per la prima volta nella storia della sua partecipazione ai Giochi, la rappresentativa di Bermuda riuscì a conquistare una medaglia olimpica per merito del pugile Clarence Hill che ottenne una medaglia di bronzo nei pesi massimi. Si trattò della decima partecipazione di questo paese ai Giochi olimpici.

## Medaglie
| Medaglia | Nome          | Sport    | Evento       |
| -------- | ------------- | -------- | ------------ |
| Bronzo   | Clarence Hill | Pugilato | Pesi massimi |